# Oineusz

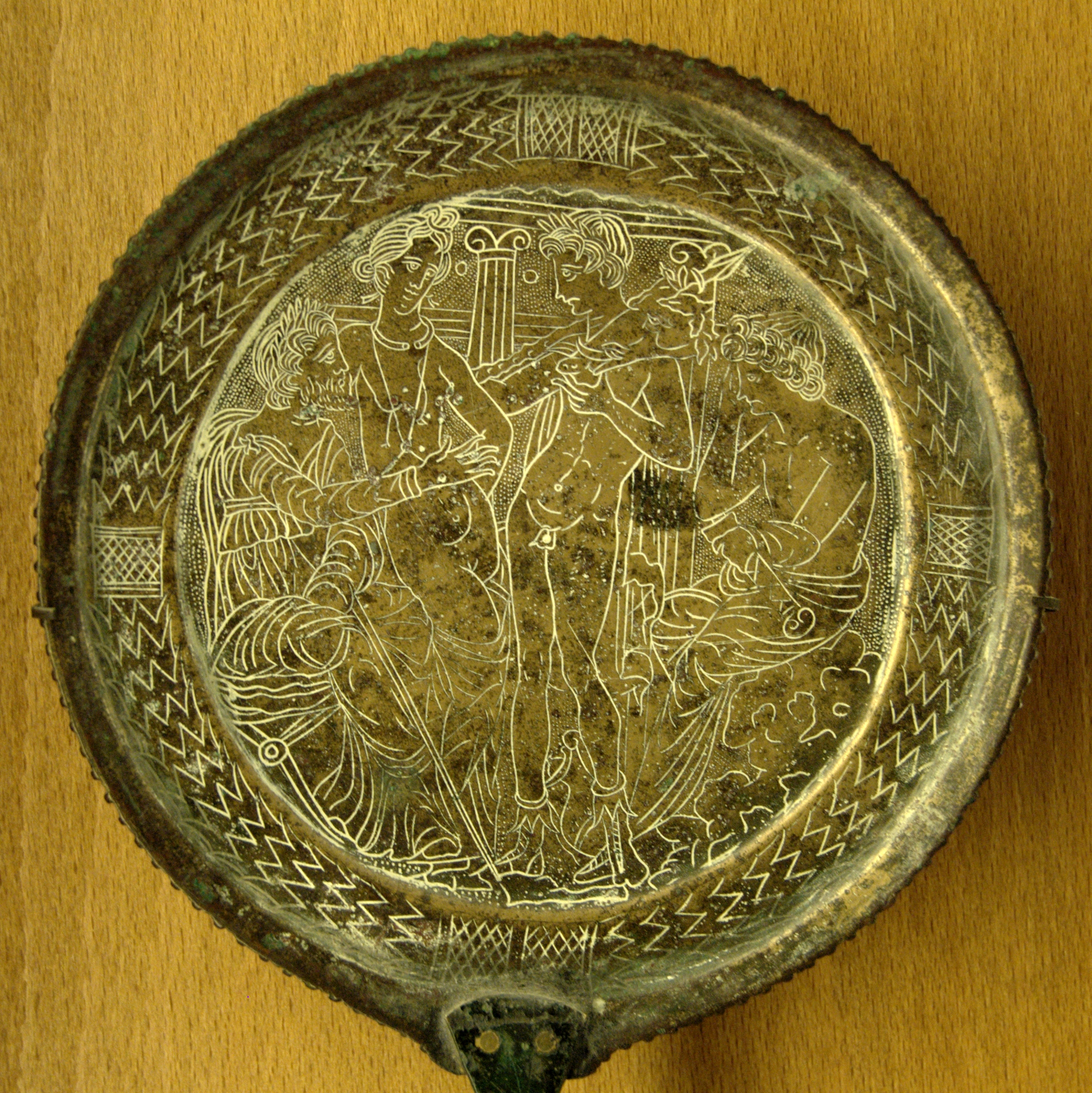
Oineusz, Meleagrosz, Atalanté és Thesztiosz egyik fia a kalüdóni vadkanvadászat előtt

Oineusz (görög betűkkel Οἰνεύς, latinosan Oeneus) mitikus kalüdóni király, Porthaón és Eurüthé fia. Testvérei Szteropé, Alkathoósz, Leukópesz, Melasz, Agriosz.

## Családja
Thesztiosz leányát, Althaiát vette feleségül, aki öt vagy hat fiút és két leányt szült. Fiai Meleagrosz, Melanippé, Toxeusz, Thüreusz, Klümenosz és talán Tüdeusz. Leányai Déianeira és Gorgé. Trónörököse és első felesége halála után Hipponoosz leányát, Periboiát vette el, tőle született talán Tüdeusz, valamint Óleniasz. Gyermekei közül kettőnek születését istenekhez is kötik, Meleagrosz talán Arész, Déianeira pedig Dionüszosz sarja lehet. Tüdeusz kapcsán olyan verzió is ismert, miszerint Zeusz őrületet bocsátott Oineuszra, aki leányával, Gorgéval nemzette őt.

## Élete
Oineusz neve beszélő név, a görög οινος azt jelenti, bor. Az első szőlőművelőnek tartják, akinek Dionüszosz személyesen adta át az első szőlőtőkéket. Barátságot kötött Bellerophontész lükiai királlyal, ami a két férfi unokáinak, Diomédész és Glaukosz Trója alatti párviadalát akadályozza meg. Héraklész is sokáig lakott Kalüdónban Oineusz uralkodása idején, míg egy túlzottan erősre sikerült ütéssel meg nem ölte Arkhitelész gyermekfiát, Eunomoszt és önkéntes száműzetésbe vonult. Oineusz alatt a város erős és gazdag volt, a korai görögség legfontosabb városállamai – Tirünsz, Mükéné, Spárta, Thébai és Orkhomenosz – között van.
Kalüdónban erős kultusza volt Artemisznek is, itt állt a Lapharion, Artemisz Laphria szentélye. Oineusz egyszer megfeledkezett az Artemisznek járó áldozatról. Minden istennek feláldozta a részét a friss termésből, kivéve Artemiszt. Ezért az istennő egy hatalmas vadkant küldött Kalüdónba, aminek pusztítása oly hatalmas volt, hogy egész hadsereg indult Görögföld legjobbjaival a kalüdóni vadkanvadászatra. A vadászat sikeres volt, következményei mégis katasztrofálisak, végső soron felesége és fia halálával járt.
Oineusz másodszor is megnősült, Periboiát vette el. Ennek körülményei homályosak. Több változat ismert. A Thébaisz szerint Ólenosz város ostroma után hadisarcként kapta. Más változat szerint Hipponoosz azért küldte Oineuszhoz, hogy a Hipposztratosz által megrontott lányt ölje meg. A harmadik változat szerint Oineusz csábította el a lányt és az apja már terhesen küldte hozzá. Oineusz körül „zajlott az élet”. Tüdeusz fiának vagy azért kellett Kalüdónból menekülni, mert megölte Oineusz testvérét, Alkathoószt, vagy azért, mert az Oineusz trónjára pályázó testvére, Melasz fiainak megölése miatt kellett elbújni.
Oineusz több évtizedig uralkodott. Legidősebb fia, Meleagrosz részt vett az argonauták vállalkozásában, majd visszatérte után halt meg. Tüdeusz akár Periboia, akár Gorgé fia, mindenképp csak Meleagrosz halála után születhetett, majd felnövekedvén a Hetek hadjáratában esett el. Tüdeusz fia, Diomédész tíz évvel a Hetek hadjárata után az epigonok háborújában is járt, majd tíz évig Trója alatt tartózkodott a trójai háborúban. Ekkor tért vissza arra, hogy Oineusz unokaöccsei bebörtönözték az öreg királyt és Kalüdónban Diomédész egyik nagybátyja uralkodott. Melasz és fiai már régen halottak voltak, ezúttal Agriosz fiai, Therszitész, Onkhésztosz, Prothoosz, Keleutór, Lükópeusz és Melanipposz tartották fogságban Oineuszt.
Diomédész Alkmaión segítségével kiszabadította Oineuszt és Agriosz fiait legyilkolta, kivéve kettőt, akik megszöktek. Ez a két túlélő nem sokkal később Argosz közelében meggyilkolta Oineuszt. Diomédész eltemette nagyapját a későbbi Oinoé település helyén, Kalüdón trónját Gorgé férjének, Andraimón amphisszai királynak adta.